# 广义化
广义化是将事物定义适用的范围扩大。与广义化近似用语有：一般化、通常化、普遍化、概括化、概念化、笼统化等等；相對用语是狭义化、特殊化、具体化。
概括作用（generalization），主要用于心理学、哲学，是指将事物的定义进行修改或者补充以使其适用于更加大的范围，過程會伴隨將該主體的定義或概念抽象化。也可以理解為在抽象概念上萃取事物本質，並使其能夠描述更大範圍同類事物的行為。
一个将事物广义化的简单例子是归类。例如：将“大雁”广义化（归类）之后是“鸟类”，将“鸟类”广义化（归类）之后是“动物”。
当然，这样的定义并不严谨。
从逻辑学的角度来定义，当且仅当满足：
1. 任何一个B概念的实例也是A概念的实例
2. A概念的实例并不一定是B概念的实例

则可说“A是广义化之后的B”或“A是广义上的B”。
就之前的例子，因为每只“大雁”（B）都是“鸟”（A），但是“鸟类”并不一定是“大雁”，所以我们可以说：“鸟类”是广义上的“大雁”。

## 心理學的例子

我們會將不同有關的項目分類，從而令到我們節省心理資源。

### 古典制約
在古典制約，透過對新的刺激物的反應來觀察目標能否分辨新事物與本身制約了的事物。

### 社會心理學
不同的人如何其他（或不）交流。

### 教育心理學
學生會否將他們自己對一科的緊張情緒帶到其他科目上。

### 異形心理學
習得性失助描述因為過去失敗的經驗，指人們不能對新事物作出反應。